# Forget (canção)
"Forget" é uma canção da artista musical galesa Marina and the Diamonds, extraída de seu terceiro álbum de estúdio Froot. Foi lançada como quarto single do álbum em 2 de março de 2015 no canal da cantora. É a quinta fruta do mês e representa a maçã verde, e foi lançado oficialmente no iTunes no dia 3 de março de 2015.

## Histórico de lançamento
| Região | Data                | Formato(s)       |
| ------ | ------------------- | ---------------- |
| Mundo  | 03 de março de 2015 | Download digital |